# Champagne Ayala

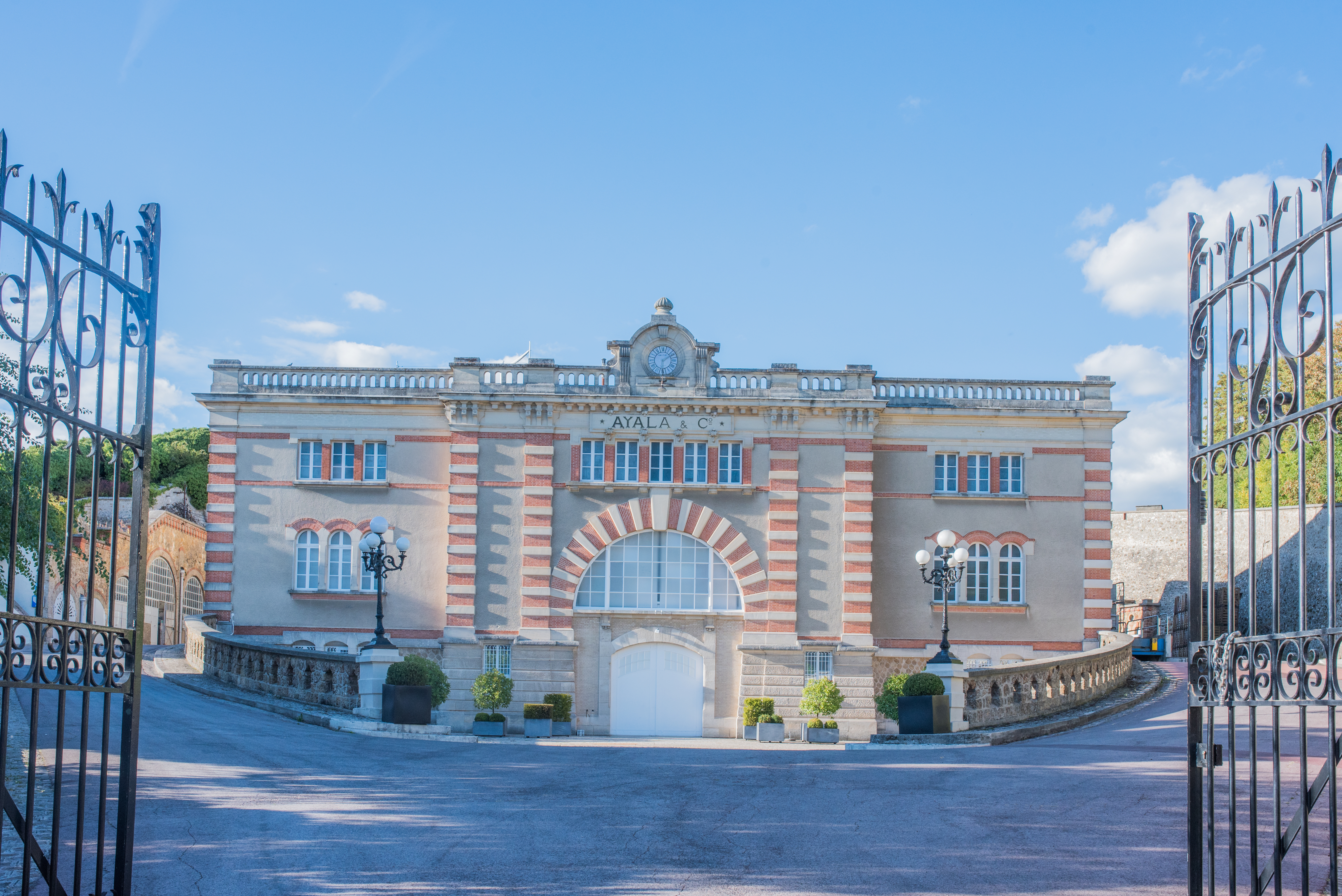
La Casa de Champagne Ayala en su estado actual, reconstruida íntegramente tras las revueltas de los viticultores de 1911

Champagne Ayala o Ayala es una casa y productora de champán con sede en Aÿ (Francia) fundada en 1860 por Edmundo de Ayala Durand. Es una de las Maisons de Champagne más antiguas de la región. Pioneros en la introducción de un estilo de vino más seco. La casa es propiedad de la empresa Ayala et Co, a su vez filial de la empresa Champagne Bollinger desde 2005.
En 1882, Ayala se convierte en uno de los 18 miembros fundadores del Sindicato de Grandes Marcas de Francia.

## Historia
Edmundo de Ayala, fundador de la casa en 1860, era descendiente de dos familias de la aristocracia y nobleza neogranadina (colombiana), Sus antepasados fueron oficiales reales de la corona española en América y presidentes de Colombia y nobles de la capital del virreinato de la Nueva Granada.Tenía todos los conocimientos en la creación de champán por lo que aprendió de su padre y de la familia de su madre. 

## Edad de Oro
La edad de Oro de la casa Ayala fue durante los años 20 del siglo XX, durante ese periodo prudujo más de un millón de botellas por año, lo que posiciona a la marca entre las principales casas de champán de la época. La marca obtiene una royal warrant y se vuelve  proveedor de la corte real de Inglaterra y España, además sus pautas publicitarias fueron muy reconocidas en el momento teniendo a artistas de moda y carteles publicitarios en las principales calles de Europa.[cita requerida]